# Premi svizzeri di danza
I Premi svizzeri di danza sono una distinzione creata nel 2012 dalla Confederazione svizzera, come misura per incoraggiare il mondo della danza. A partire dal 2013 i premi vengono assegnati ogni due anni dalla Giuria Federale della Danza in collaborazione con l'Ufficio Federale della Cultura (FOC).

## Storia
Il premio viene creato come supporto Federale alla danza, è stato introdotto come parte della legge Federale di incoraggiamento alla cultura.
Continua e promuove gli obiettivi del Premio svizzero di danza e Coreografia (2002–2011). La Confederazione Svizzera ha ritirato il premio come riconoscimento e sostegno nei suoi obiettivi.
La prima cerimonia di attribuzione del premio si è svolta al Theatre l'Equilibre di Friburgo nel 2013.

## Caratteristiche
Il Gran Premio svizzero di danza rende omaggio a una carriera artistica ed è il primo premio di 40.000 franchi assegnato dalla Giuria Federale della Danza. Il medesimo importo va al Premio Speciale di danza come ricompensa per un contributo eccezionale nei settori della mediazione, della documentazione o della politica culturale. Nell'ambito del concorso "Current Dance Creation" la giuria assegna quattro Premi svizzeri di danza ciascuno da 25.000 franchi. Il June Johnson Prize viene rimesso in collaborazione con la Stanley Thomas Johnson Foundation e premia la futura generazione della danza. Una distinzione di 25.000 franchi viene attribuita alla Danzatrice Eccezionale e al Danzatore Eccezionale per il loro ruolo interpretativo.

## Vincitori

### Gran Premio svizzero di danza
2019: La Ribot
2017: Noemi Lapzeson
2015: Gilles Jobin
2013: Martin Schläpfer

### Premio svizzero di danza
2019:
- Flow - Compagnie Linga & Keda
- Hate me, tender - Teresa Vittucci
- Speechless Voices - Compagnie Greffe/Cindy Van Acker
- Vicky setzt Segel - Company Mafalda/Teresa Rotemberg

2017:
- Creature-József Trefeli & Gábor Varga
- iFeel3-*MELK Prod./Marco Berrettini
- inaudible-ZOO/Thomas Hauert
- Le Récital des Posture-Yasmine Hugonnet

2015:
- Souffle - DA MOTUS! / Brigitte Meuwly and Antonio Bühler
- Requiem - Tanzcompagnie Konzert Theater Bern / Nanine Linning
- bits C 128 Hz - miR Compagnie / Béatrice Goetz
- Orthopädie or to be - Kilian Haselbeck/Meret Schlegel

2013:
- Sideways Rain - Alias Cie / Guilherme Botelho
- From B to B - Thomas Hauert/ZOO et Àngels Margarit/Cia Mudances
- Disabled Theater - Theater HORA / Jérôme Bel
- Diffraction - Cie Greffe / Cindy Van Acker

### June Johnson Dance Price
2019: Unplush / Marion Zurbach
2017: Hyperion –Higher States Part 2 - Antibodies/Kiriakos Hadjiioannou
2015: Requiem for a piece of meat - 3art3 company, Daniel Hellmann
2013: Dark Side Of The Moon - Asphalt Piloten, Anna Anderegg

### Premio speciale di danza
2019: Dominique Martinoli
2017: AIEP Avventure in Elicottero Prodotti
2015: Claude Ratzé / ADC Genf
2013: Théâtre Sévelin 36

### Danzatrice eccezionale / Danzatore eccezionale
2019: Marie-Caroline Hominal / Edouard Hue.
2017: Marthe Krummenacher / Tamara Bacci.
2015: Simone Aughterlony / Ioannis Mandafounis.
2013: Yen Han / Foofwa d'Imobilité .